# Ceratosoma tenue
Ceratosoma tenue Abraham, 1876 è un mollusco nudibranchio della famiglia Chromodorididae.

## Descrizione
Possono arrivare ad una lunghezza massima di 7 cm, sono caratterizzate da evidenti protuberanze dorsali che si allargano sul mantello e contengono una concentrazione di ghiandole difensive. Questi sono utilizzate per attirare i predatori lontano dalle branchie vitali e i rinofori, e sono una caratteristica distintiva del genere. Colore rosato arancione con macchie gialle, di tanto in tanto verde oliva, sempre con margini viola.

## Distribuzione e habitat
Vive nelle acque dell'oceano indiano, il mar Rosso e l'oceano Pacifico, può essere vista anche tra il sud-est Asiatico e l'Australia tropicale.
Popola le acque poco profonde della barriera corallina.